# Saint-Martin-de-Mieux
Saint-Martin-de-Mieux è un comune francese di 426 abitanti situato nel dipartimento del Calvados nella regione della Normandia.

## Società

### Evoluzione demografica
Abitanti censiti